# کلینیک کلیولند
کلینیک کلیولند (به انگلیسی: Cleveland Clinic) تأسیس ۱۹۲۱، واقع در مرکز شهر کلیولند در ایالت اوهایو نام یک مرکز درمانی مشهور آمریکایی است.
این مرکز درمانی از برترین مراکز بیمارستانی آمریکا است.

## نگارخانه

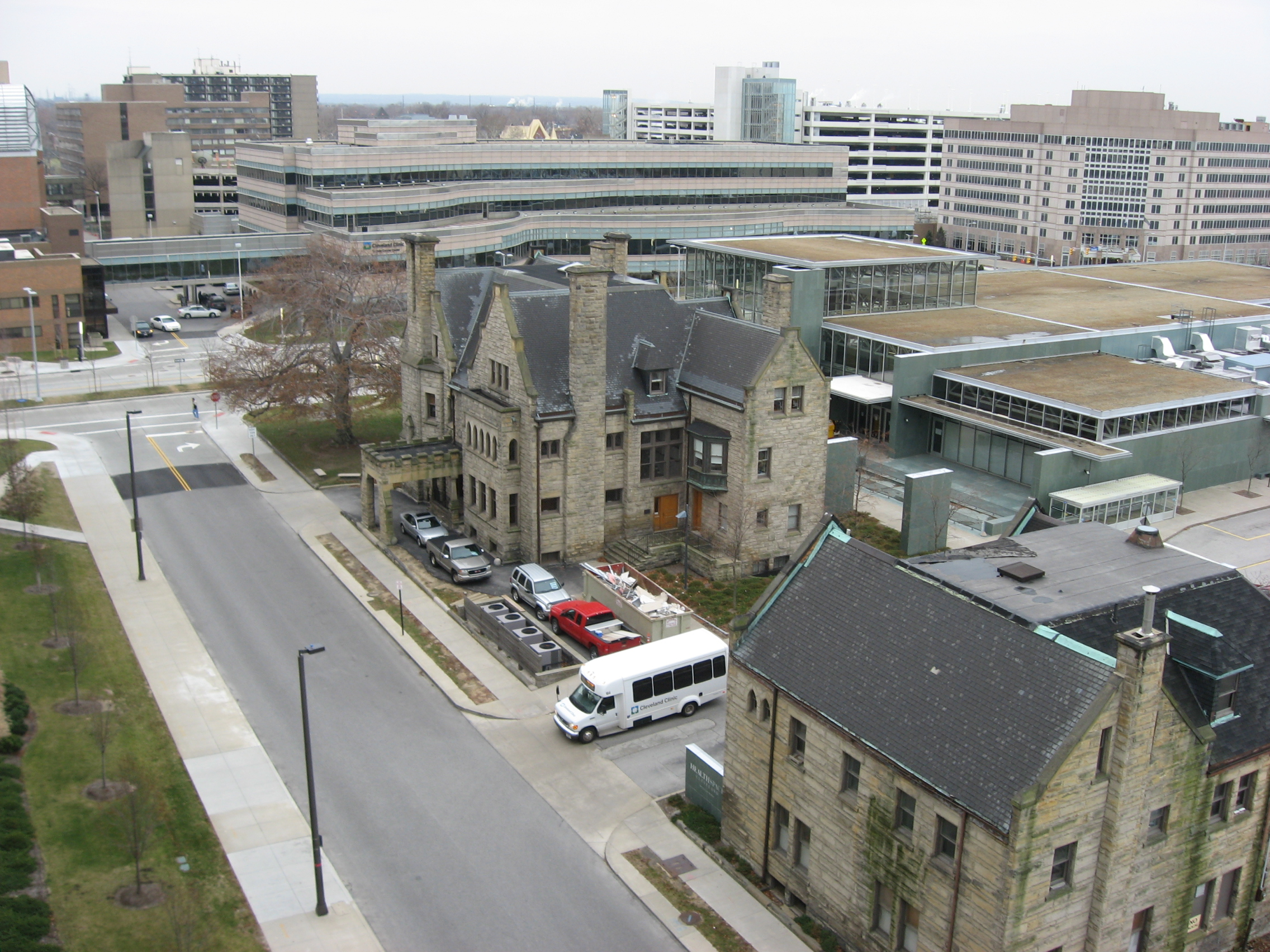